# Александар Павлович (баскетболіст)
Александр Павлович (серб. Александар Павловић; 15 листопада 1983) — сербський професіональний баскетболіст. Виступав за декілька клубів НБА. Позиція — атакувальний захисник або легкий форвард.

## Кар'єра у НБА
Павлович був обраний на драфті 2003 під 19 номером клубом «Юта Джаз». У дебютному сезоні він провів 79 ігор, у 14 з них виходив у стартовій п'ятірці.
Новий клуб НБА («Шарлот Бобкетс») обрав Павловича, як не захищеного гравця для формування свого складу 22 червня 2004. Наступного дня він був обміняний у «Клівленд Кавальєрс».
У складі «Кавальєрс» Александр виступав до завершення сезону 2008-09. 25 червня 2009 Павлович, як один з учасників обміну, за результатами якого Клівленд одержав Шакіла О'Ніла, перейшов у «Фінікс Санз».
16 вересня 2009 Павлович підписав контракт на 1 рік із «Тімбервулвз».
10 січня Павлович підписав десятиденний контракт з «Даллас Маверікс». Пізніше він підписав ще один десятиденний контракт; після завершення цього контракту Александр став вільним агентом.
Наступний клуб, за який виступав Павлович — «Нью-Орлінс Горнетс». З клубом Александр підписав десятиденний контракт, який не став продовжувати.
3 березня 2011 Павлович підписав контракт із «Бостон Селтікс». 6 березня 2011 він вперше вийшов на майданчик у складі нового клубу.
20 липня 2012 Александр перейшов у «Трейл-Блейзерс».